# 張翂之
張翂之（？—？），字梁公，號清畬，直隸松江府華亭縣人，明朝政治人物。

## 生平
崇禎十五年（1642年）壬午科應天鄉試第一百五十五名舉人，十六年（1643年）中式癸未科會試第一百八十八名，三甲第二百二十三名進士。通政司觀政，授行人司行人。

## 家族
曾祖張承憲，嘉靖二十三年進士，吏科右給事中；祖父張思齊；父張鳳苞。從兄張昂之，天啟二年進士。